# Fairey Firefly
 Ikke at forveksle med det tidligere biplan Fairey Firefly II.
Fairey Firefly var et britisk 2.verdenskrigs-æra hangarskibsbaseret jagerfly og ASW-fly i tjeneste ved Fleet Air Arm (FAA). Dets flyveegenskaber og ildkraft var forgængeren Fairey Fulmar overlegen, men den trådte først i tjeneste henimod slutningen af krigen. Designet ud fra det daværende FAA-koncept for et tosædet rekognoscerings- og jagerfly, var piloten og navigatøren/våbenofficeren placeret i hvert sit cockpit. Firefly var solidt, langtrækkende og omgængeligt i den daglige rutine på et hangarskib, selv om en enlig motor i et tungt flystel i nogen grad hæmmede flyets ydeevne.
Under anden verdenskrig tjente Fairey Firefly som jagerfly for flåden, men i efterkrigstiden hvor flyet var bagud for mere moderne jetfly, blev Firefly benyttet i andre roller som f.eks angreb på jordmål eller anti-ubådskrigsførelse, og forblev dermed en af hjørnestenene for FAA indtil midt i 1950'erne. Britiske og australske fly opererede mod jordmål under Koreakrigen, baseret på forskellige hangarskibe. Flyet var i fremmed tjeneste ved Australiens, Canadas, Indiens og Hollands respektive flåders flyvetjenester, Hollands udførte enkelte jordmålsangreb i det daværende Hollandsk Ny Guinea så sent som i 1962.
I Danmark gjorde flyet knap så eksotisk tjeneste: det blev brugt til at slæbe skydemål.

## Design og udvikling
Før krigen, i 1938, udstedte det britiske luftfartsministerium specifikationer for to jagerfly til flådebrug, et konventionelt og et udrustet med maskingeværtårn, ligesom Boulton Paul Defiant. Begge fly skulle kunne flyve 275 knob i 15.000 fods højde; den konventionelle jager skulle bære otte kaliber 0.303 Browning maskingeværer, den anden fire 20 mm Hispano-Suiza HS.404 maskinkanoner. Disse fly skulle erstatte Fulmar, som havde været en midlertidig løsning. Specifikationerne blev opdateret det følgende år, og adskillige britiske producenter kom med deres oplæg. Der kom yderligere ændringer til specifikationerne, flyet med maskingeværtårnet blev droppet, og en modificeret specifikation udstedt på en- og tosædede jagere med en topfart på henholdsvis 330 og 300 knob. Fairey tilbød design der kunne bruges i begge konfigurationer og forsynet med Rolls-Royce Griffon-motor, eller et større flystel med en Napier Sabre-motor. Efter at have overvejet producenternes svar, erstattede Specification N.5/40 de tidligere specifikationer. Da der skulle navigeres over åbent hav, var den kun for et tosædet fly. Det enkeltsædede design førte til udviklingen af Blackburn Firebrand.
Firefly blev designet af H.E. Chaplin ved Fairey Aviation; i juni 1940 bestilte Admiralitetet 200 fly direkte fra tegnebrættet, med de tre første som prototyper. Prototypen af Firefly fløj første gang d. 22. december 1941. Selvom den var 4.000 lbs (1.810 kg) tungere end Fulmar (hovedsageligt på grund af bevæbningen af to Hispano-Suiza HS.404 maskinkanoner i hver vinge), var Firefly 40 mph (60 km/t) hurtigere på grund af den forbedrede aerodynamik og den kraftigere motor, Rolls-Royce Griffon IIB der ydede 1.735 hk (1.294 kW).
Firefly var et lav-vinget cantilever monoplan, havde et selvbærende skrog med ovalt tværsnit og en konventionel hale med fremskudt haleplan. Det var forsynet med en Rolls-Royce Griffon væskekølet stempelmotor med en trebladet propel. Firefly havde et optrækkeligt understel med halehjul, de hydraulisk betjente hovedhjul blev løftet mod centersektionen af vingen. Flyet havde også en optrækkelig halekrog, til at assistere ved hangarskibslandinger. Pilotens cockpit var placeret over vingens forkant og observatørens/radiooperatørens/navigatørens bag bagkanten. Placeringerne gav det bedst mulige udsyn. Begge cockpitter havde individuelt afkastelige hoods. Vingen, lavet helt i metal, kunne foldes manuelt, med vingerne parallelt med skroget i foldet stand. Svingmekanismen ville være hydraulisk låst, når vingen var klar til flyvning.
De første tests af flyveegenskaberne blev foretaget på Boscombe Down i 1942; i 1944 var Firefly godkendt til at bruge raketter, ophængt under vingen, og i april 1944 blev flyet testet med 16 raketter og to 45 gallon (205 l) droptanke, og fløj acceptabelt med denne belastning. Videre tests med to 90 gallon (410 l) droptanke eller to 1.000 lb (454 kg) bomber var stadigt acceptabelt, omend flyet viste tegn på belastningen, mens flyvning med en enkelt 1,000 lb (454 kg) bombe var ubehagelig, men dog kontrollerbar. Ydelsestests med 11.830 lb (5.366 kg) belastning gav en maksimal fart på 315 mph (508 km/t) i en højde af 16.800 ft (5.121 m); en stigning til 20.000 ft (6.096 m) tog 12,4 minutter, med en maksimal stigning på 2.140 fpm (10,87 m/s) ved 3.800 ft (1.158 m), og en maksimal flyvehøjde på 30.100 ft (9.174 m).

## Operativ historie
Under 2. verdenskrig var det primært Mk.I der blev benyttet, stort set overalt. I marts 1943 blev de første Firefly Mk.I leveret, men de kom først i operativ tjeneste i juli 1944 ved 1770 Naval Air Squadron ombord på HMS Indefatigable. De første operationer var i Europa, hvor flyene udførte væbnet rekognoscering og angreb på skibe langs Norges kyst. Firefly gav også jagerstøtte under angrebene på det tyske slagskib Tirpitz i 1944.
Firefly fik mere og mere krævende opgaver gennem sin karriere, fra jageroperationer til ASW, og var hovedsageligt udstationeret ved den britiske stillehavsflåde i Fjernøsten. Flyet gennemførte angreb på olieraffinaderier og flyvepladser, og fik en vis berømmelse da det som det første britisk byggede fly fløj over Tokyo.
Efter 2. verdenskrig forblev Firefly i tjeneste som primært kampfly ved Fleet Air Arm indtil midt i 1950'erne. UK leverede også fly til Canada, Australien, Danmark, Etiopien, Holland, Indien og Thailand. Royal Canadian Navy havde 65 Firefly type Mk. AS 5 ombord på deres egne hangarskibe mellem 1946 og 1954. De havde også nogle Firefly Mk.I, og solgte adskillige overskydende eksemplarer til Etiopien først i 1950'erne.
Britiske og australske Firefly udførte anti-skibspatruljer og jordmålsangreb, baseret på forskellige hangarskibe under Koreakrigen, og angreb også jordmål under Malayakonflikten 1948-1960. Firefly's karriere som frontliniefly hos FAA endte først da Fairey Gannet blev indført.
Som svar på indonesiske territoriale krav og trusler benyttede Holland AS.Mk.4 i Hollandsk Ny Guinea. Flyene foretog angreb mod indonesiske styrker i området tidligt i 1962, før en politisk løsning blev forhandlet på plads.
Adskillige versioner blev først udviklet sent i Fireflys karriere, for at flyet kunne tjene som skolefly, skydemåls-slæbefly og droner.
I 1951 købte Danmark to Firefly TT.1, malet i en krads Trainer Yellow lige som f.eks. Piper J-3 Cub, til slæbning af skydemål. Flyene viste sig velegnet, og fire mere blev leveret i juli 1952. Efter ombygning på Civilværkstedet på Flyvestation Værløse blev de taget i brug 1954-1956, og benyttet til både at slæbe bannermål og nogle ofte uberegnelige svævemål. Tre af de seks fly blev skrottet, ikke som følge af den temmelig farlige opgave at slæbe skydemål, men på grund af ganske ordinære havarier. De tre overlevende fly blev solgt til Sverige i efteråret 1959.

## Versioner
Firefly I / FR.I
Der blev bygget to versioner af Firefly Mk.I; 429 stk. "Jager" Firefly F Mk.I, bygget af Fairey og General Aircraft Ltd, og 376 stk. "Jager/Rekognoscering" Firefly FR Mk.I, som var forsynet med en ASH radar. De sidste 334 Mk.I blev opgraderet med en 1.765 hk (1.316 kW) Griffon XII-motor.
Firefly NF.Mk II
Kun 37 stk. Mk.II blev bygget, alle som natjagere (Firefly NF Mk.II). De havde et let forlænget skrog i forhold til Mk.I, og var modificeret for at bære radaren.
Firefly NF.Mk I
NF.II blev erstattet af Firefly NF Mk.I "natjager"-versionen.
Firefly T.Mk 1
Dobbelt cockpit pilot-skolefly. Efterkrigsmodifikation af Firefly Mk.I.
Firefly T.Mk 2
Dobbelt cockpit og bevæbnet operationstræningsfly. Efterkrigsmodifikation af Firefly Mk.I.
Firefly T.Mk 3
Benyttet til ASW træning af observatører. Efterkrigsmodifikation af Firefly Mk.I.
Firefly TT.Mk I
Efter krigen blev et lille antal Firefly Mk.I konverteret til at slæbe skydemål.
Firefly Mk III
Firefly Mk.III blev foreslået, men aldrig bygget. Den skulle have haft en Griffon 61-motor.
Firefly Mk IV
Mk IV havde en 2.330 hk (1.740 kW) Griffon 72-motor og fløj første gang i 1944, men kom først i tjeneste efter krigens slutning.
Firefly FR.Mk 4
Jager/rekognosceringsversion baseret på Firefly Mk.IV.
Firefly Mk 5

Firefly NF.Mk 5
Natjagerversion baseret på Firefly Mk 5.
Firefly RF.Mk 5
Jager/rekognosceringsversion baseret på Firefly Mk 5.
Firefly AS.Mk 5
AS.Mk.5 var et ASW-fly, med amerikanske sonarbøjer og udstyr.
Firefly Mk 6

Firefly AS.Mk 6
AS.Mk 6 var et ASW-fly med britisk udstyr.
Firefly TT.Mk 4/5/6
Nogle få AS.4/5/6 blev konverteret til at slæbe skydemål.
Firefly AS.Mk 7
AS.Mk.7 var et ASW-fly, og havde en Rolls-Royce Griffon 59-motor.
Firefly T.Mk 7
T.Mk.7 var et midlertidigt ASW træningsfly.
Firefly U.Mk 8
U.Mk 8 var en måldrone. 34 stk. Firefly T.7 blev taget af produktionslinien og færdigbygget som droner.
Firefly U.Mk 9
U.Mk 9 var en måldrone. 40 eksisterende Firefly AS.4 og AS.5 fly blev konverteret til dette formål.

## Operatører
2. verdenskrig
 Storbritannien
- Royal Navy - Fleet Air Arm - antal ukendt

Efterkrigstiden
 Australien
- Den australske flådes Flyvetjeneste (Royal Australian Navy - Fleet Air Arm (RAN)) - antal ukendt

 Canada
- Den Canadiske Flåde (Royal Canadian Navy) - antal ukendt

 Danmark
- Flyvevåbnet - 6 fly indkøbt 1951, anvendt som målslæbefly. 3 stk. havareret, resten solgt til Sverige i 1959.[1]

 Etiopien
- Etiopiens Luftvåben (Ethiopian Air Force (ETAF); Amharic: የኢትዮጵያ አየር ሃይል, Ye Ithopya Ayer Hayl) - antal ukendt

 Holland
- Den Hollandske Flådes Flyvetjeneste (nederlandsk: Marine-Luchtvaartdienst, MLD) - 30 stk Mk.I, 40 stk Mk.4 og 14 stk. Mk.5 fra 1946 - 1962.[11]

 Indien
- Indiens Flådes Flyvetjeneste [Indian Naval Air Arm) - benyttede Firefly fra 1955 til at slæbe skydemål.[12][13]

 Sverige
- Svensk Flygtjänst AB, også kendt som Swedair AB, et civilt firma fra Bromma Airport benyttede 19 stk. TT.1 fly fra 31. Januar 1949 til 17. oktober 1963.[14]

 Thailand
- Det Kongelige Thailandske Luftvåben (Royal Thai Air Force (RTAF); thai: กองทัพอากาศไทย , Kong Thap Akat Thai) benyttede Firefly mellem 1952 og 1966.[15]

 Storbritannien
- Royal Navy - Fleet Air Arm - benyttede Firefly til antiubådskrigsførelse (ASW) indtil 1956, hvor opgaven blev overtaget af Fairey Gannet.

## Overlevende fly
Der er cirka 24 overlevende Fairey Firefly verden over, heraf er tre flyvedygtige, og mindst én er under restaurering til flyvedygtig stand.
De tre flyvedygtige fly er:
- AS 6 WH632, bemalet som en RCN Firefly AS 5 er på Canadian Warplane Heritage Museum.
- AS 6 WD826 tjener ved Royal Australian Navy Historic Flight, NAS Nowra NSW (Australien)
- AS 6 WB518, en tidligere RAN maskine, nu i USA. Flyet fik skadet en vinge ved 'Wings Over Gillespie Airshow' i juni 2012, status på flyvedygtighed p.t. ukendt. Det forventes at den var klarmeldt ved slutningen af 2015, og flyver fra Gillespie Field, El Cajon, California.

De øvrige fly:
Australien:
- AS 6 WD827 udstillet i Australian National Aviation Museum, Melbourne, Victoria
- AS 6 WD828 er udstillet som 'flyvende' på en pæl udenfor Returned Services Leagues Club i Griffith, Australia. Den er bemalet som WB518 som oprindeligt sad der.
- AS 6 WJ109 udstillet i Australia's Museum of Flight, Nowra, NSW
- AS 6 WD833, er ejet af Henry "Butch" Schroeder, som har flyttet flyet til Danville, Illinois, USA. Flyets nuværende stand og opholdssted ukendt.

Canada:
Ud over WH632 findes to fly i Canada, det ene ved Canada Aviation and Space Museum i Ottawa, det andet er under restaurering i Shearwater Aviation Museum ved Eastern Passage (nær Dartmouth), Nova Scotia. Begge er Mk.I der tjente i Canadas Flåde fra 1946 til 1954, og derefter blev solgt til Etiopiens Luftvåben. Flyene blev opdaget i den Etiopiske Ørken i 1993, og derefter transporteret til Canada.
Danmark:
Danmarks Flymuseum har lånt et eksemplar af typen fra det svenske Flygvapenmuseum i Linköping, da ingen af de tidligere danske fly har overlevet. Flyet skal gennemgå en større istandsættelse inden det udstilles i museet.
Indien:
Den sidste af Indiens 10 stk. Firefly er udstillet i Naval Aviation Museum i Goa.
Storbritannien:
To tidligere svenske fly blev flyttet til IWM Duxford, Cambridgeshire i 2003. De var oprindeligt i tjeneste ved Royal Navy fra 1944 og 1946, men blev konverteret til målslæbefly i 1950 og 1954. Det ene fly skal udstilles, det andet renoveres til flyvedygtig stand.
Thailand:
Royal Thai Air Force Museum i Bangkok, Thailand har en Firefly Mk.I udstillet.

## Specifiationer (Fairey Firefly Mk.I)
| Besætning:                      | 2                       | Pilot og Observatør/Våbenofficer         |
| Længde:                         | 37 ft. 7¼ in.           | 11,46 m                                  |
| Højde:                          | 13 ft. 7 in.            | 4,14 m                                   |
| Spændvidde:                     | 44 ft. 6 in.            | 13,57 m                                  |
| Vingeareal:                     | 328 ft²                 | 30,5 m²                                  |
| Tomvægt:                        | 9.750 lb                | 4.432 kg                                 |
| Max. vægt:                      | 14.020 lb               | 6.373 kg                                 |
| Motor:                          | Rolls-Royce Griffon IIB | vandkølet 12-cylindret V-motor           |
| Effekt:                         | 1.730 hk                | 1.290 kW                                 |
| Propel:                         | 1 stk.                  | 3-bladet                                 |
| Max. fart:                      | 275 kn                  | 316 mph, 509 km/t ved14.000 ft (4.300 m) |
| Rækkevidde:                     | 1.130 NMI               | 1.300 mi, 2.090 km                       |
| Max.flyvehøjde:                 | 28.000 ft               | 8.530 m                                  |
| Stigning til 10.000 ft (3.050m) | 5 min 45 sec            |                                          |
| Bevæbning:                      |                         |                                          |
| Kanoner:                        | 4 x 20 mm               | Hispano-Suiza HS.404                     |
| Bomber:                         | 2 x 1.000 lb            | 454 kg under vingerne eller              |
| Raketter:                       | 8 x RP-3                | "60 lb"                                  |